# Sewon
Sewon är en ort i Indonesien.   Den ligger i provinsen Yogyakarta, i den västra delen av landet, 400 km öster om huvudstaden Jakarta. Sewon ligger 57 meter över havet och antalet invånare är 73 585.
Terrängen runt Sewon är platt åt nordväst, men åt sydost är den kuperad.Runt Sewon är det tätbefolkat, med 550 invånare per kvadratkilometer. Närmaste större samhälle är Yogyakarta, 10,4 km norr om Sewon. I omgivningarna runt Sewon växer i huvudsak städsegrön lövskog.